# Odyssey: The Search For Ulysses
«Одиссея» (англ. Odyssey: The Search For Ulysses) — видеоигра, выпущенная в 2000 году, разработанная и изданная компанией Cryo Interactive.
Игра использует движок Cryogen, с персонажами, способными перемещаться в реальном времени 3D мира.
Вселенная игры остаётся верной «Одиссее» Гомера. В игре присутствуют такие персонажи, как Посейдон, Зевс, Церберы и Циклопы. Пенелопа, которая не получала никаких вестей от Одиссея многие годы, отправляет на его поиски его друга детства Эрития. Эритий отправляется сперва в Трою.
Игрок сражается с такими противниками, как Медуза Горгона и Циклопы, и должен избегать манипуляций богов и их приспешников.